# Demo (album)
Demo – album demo zespołu Łzy wydany w 1996 roku.
Piosenki „Słońce dla ciebie”, „Jesteś” (jako „Jesteś wiem, że jesteś”), „Nienawiść” (jako „Nienawiść – czekam na dzień”) oraz „Czy to grzech?” (jako „Czy to grzech? Łabędź”) znalazły się na albumie Słońce, natomiast utwór „Nie mam nic” na albumie W związku z samotnością.

## Spis utworów
1. Słońce dla ciebie
2. Jesteś
3. Nienawiść
4. Czarna magia
5. On
6. W czerni i w bieli
7. Nie mam nic
8. Czy to grzech